# Guldskalpellen
Guldskalpellen är ett årligt pris som delats ut av tidskriften Dagens Medicin sedan 2006. Priset belönar insatser och initiativ som leder till ökad kvalitet på sjukvården i Sverige.